# كلام أصفر (مسلسل)
كلام أصفر هو مسلسل كويتي اجتماعي رومانسي إنتج 2017 وكان مقرر عرضه في رمضان ولكن تم تأجيله ليعرض في يناير 2018. المسلسل من إخراج وبطولة هيا عبد السلام، فؤاد علي، هيا الشعيبي، إبراهيم الحربي وعبير أحمد وعبدالله الطليحي وصمود الكندري ولولوة الملا وعقيل الرئيسي وباسم عبدالأمير وفرح الهادي. المسلسل من تأليف مريم نصير.

## القصة
تدور قصة المسلسل حول أيوب (إبراهيم الحربي) وزوجته فتنة (هيا الشعيبي) ومن حولهم من أبناء وأقارب، وكيف أن تأثر فتنة بالكلام والشائعات التي تُقال حولهم بدأت تودي بحياتها مع زوجها وحياة أبناءها إلى التهلكة.
وحين تظهر جارتهم دلال (عبير أحمد) في الصورة يتغير كل شيء.